# فش
فش دهستانی از توابع بخش مرکزی شهرستان کنگاور در استان کرمانشاه ایران است.
این دهستان براساس سرشماری مرکز آمار ایران در سال ۱۳۸۵، جمعیت آن ۱٬۹۲۵ نفر (۵۰۶خانوار) بوده‌است.

## مردم
مردم فش کُرد می باشند و به زبان کُردی صبحت می کنند.

## سازتراشی
ساختن ساز در استان کرمانشاه قدمت طولانی دارد و تنبورسازی در روستای فش نیز که جمعیتی از پیروان یارسان در آن زندگی می‌کنند، از قدمت دیرینه‌ای برخوردار است. در این روستا به نحو چشمگیری کارگاه‌های ساخت انواع مختلف آلات موسیقی از قبیل تنبور، تار و سه تار وجود دارد و در اکثر خانه‌های روستایی در گوشه‌ای از فضای خانه کارگاه کوچکی جهت ساخت تنبور، سه تار و تار دیده می‌شود.	
این روستا در سال ۱۳۹۵ بعنوان مرکز تولید ساز تنبور به ثبت رسیده است.

امامزاده سید جمال الدین